# Гвардійське (Курманський район)
Гварді́йське (до 1945 року — Акчора́; крим. Aqçora) — село в Курманському районі Автономної Республіки Крим, Україна.

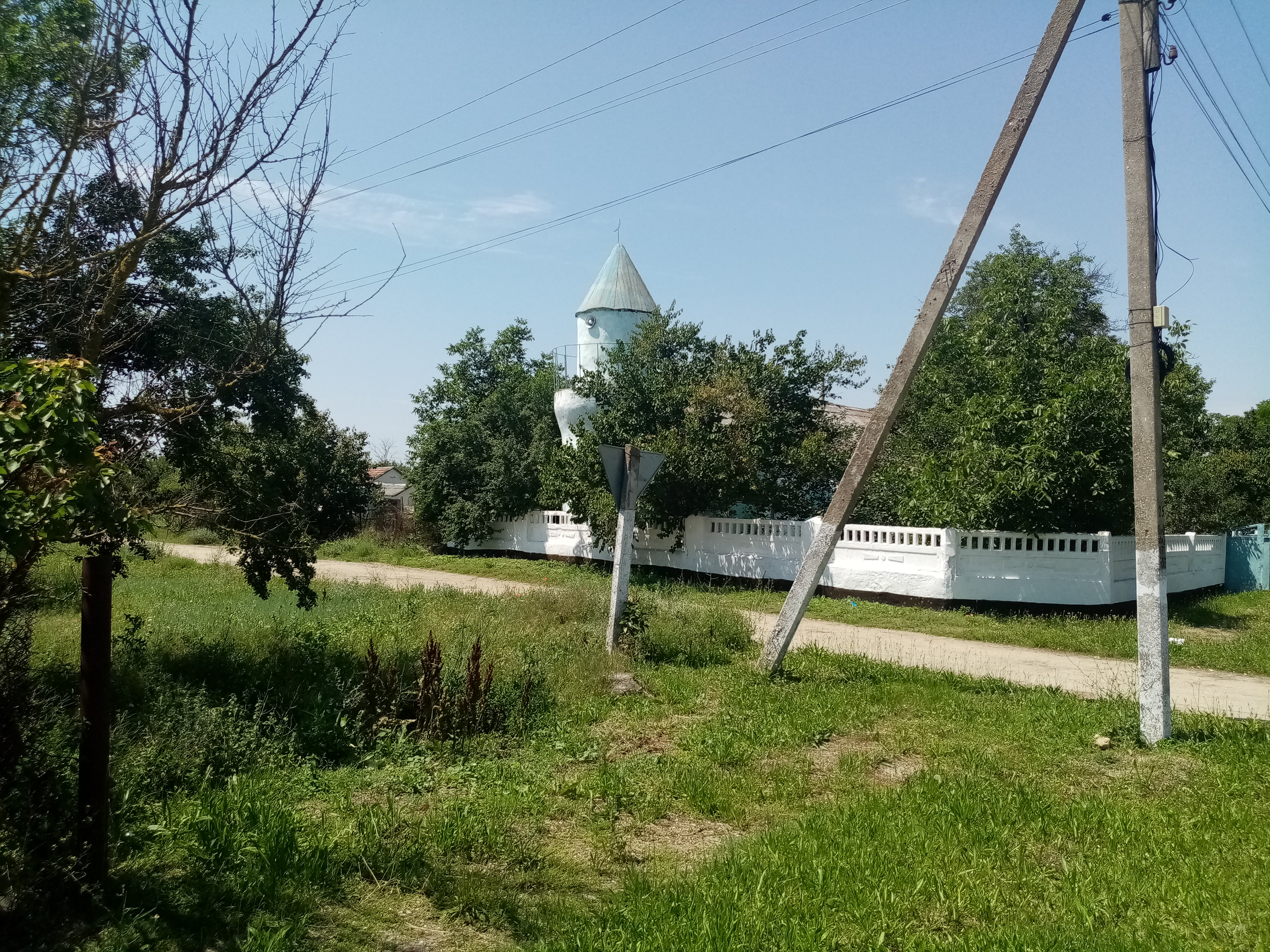
Мечеть в Акчорі (Гвардійському), 2021 рік.

Відстань від райцентру до населеного пункту складає 27 кілометрів прямою.
У 2023 році у проєкті Постанови Верховної Ради України «Про перейменування деяких населених пунктів Автономної Республіки Крим» село запропоновано перейменувати на Акчора.